# アッカール県
アッカール県（アッカールけん、アラビア語: عكار Aakkâr, Akkār）はレバノンの県のひとつ。同国最北部に位置する。行政府所在地はハルバ。北レバノン県のアッカール郡が県に昇格する形で設置された。面積は788平方キロメートル、人口は約42万人（2017年推計）で、順位はどちらも9県中7番目である。
2003年7月16日に制定された法律第522号によって設置が決定されたが、2014年に県知事が就任するまで実質的な行政は行われていなかった。

## 隣接する県
- タルトゥース県
- ホムス県
- バールベック＝ヘルメル県
- 北レバノン県

## 下位行政区画
県の元となったアッカール郡のみが所属している。
郡の下には基礎自治体が存在する。